# Frank G. Harrison
Frank Girard Harrison (* 2. Februar 1940 in Washington, D.C.; † 3. Juni 2009 in Galveston, Texas) war ein US-amerikanischer Politiker.
Harrison besuchte das King’s College in Wilkes-Barre, Pennsylvania und erhielt dort 1961 seinen Bachelor of Arts. Danach studierte er an der Law School der Harvard University weiter, wo er 1964 seinen Bachelor of Laws bekam. Harrison wurde nun 1965 in die Anwaltschaft des Bundesstaates Pennsylvania aufgenommen und begann in Wilkes-Barre zu praktizieren. Von 1966 bis 1969 diente er in der United States Air Force in Rang eines Captain. Danach war er von 1969 bis 1982 als Collegeprofessor tätig.
Bei den Kongresswahlen 1982 wurde Harrison als Demokrat in den 98. Kongress gewählt und vertrat dort vom 3. Januar 1983 bis zum 3. Januar 1985 den Bundesstaat Pennsylvania im Repräsentantenhaus der Vereinigten Staaten. Bei den nächsten Kongresswahlen wurde er nicht mehr als Kandidat aufgestellt. Nach seinem Ausscheiden aus dem Repräsentantenhaus kehrte Harrison nach Wilkes-Barre zurück und wurde wieder als Anwalt aktiv. 